# オリオン九宏
オリオン九宏株式会社（オリオンきゅうこう）は、沖縄県那覇市若狭町2－47に本社を置いていた医薬品・医療機器をとり扱う企業であった。県下では売上高「琉薬」「沖縄薬品」「光南薬品」「南陽薬品」についで5位であった。田辺製薬の製品を取り扱っていた。現在は閉鎖されて「沖縄薬品」に営業譲渡。

## 概要
- 資本金・7万ドル
- 代表取締役・稲福盛範
- 26名

## 沿革
- 1969年4月　田辺製薬特約店として設立
- 福岡県に本社を置く「九宏薬品」と業務提携し「オリオン九宏」に社名変更し本社を若狭町3-5-6に移転
- 九宏薬品から専務取締役・吉丸　着任
- 1975年閉鎖

## 主な取引メーカー
- 田辺製薬